# Red Bull Technology
Red Bull Technology is een dochteronderneming van het Formule 1-team Red Bull Racing. Het bedrijf is opgericht door het team om de formule 1-auto te ontwerpen, bouwen en door ontwikkelen. Het fabriceerde ook onderdelen voor andere Formule 1-teams, zoals bijvoorbeeld Team Lotus.
De twee bekendste werknemers van het bedrijf op dit moment zijn aerodynamicist Adrian Newey en de technisch directeur van Toro Rosso Giorgio Ascanelli.

## Geschil
Red Bull Technology werd opgericht om de mogelijkheid te creëren om gebruik te maken van een gat in de reglementen. De bestaande reglementen interpreteerde Red Bull op een andere manier om in eigen voordeel te handelen. Het bedrijf produceerde één chassis voor twee teams (Red Bull Racing en Scuderia Toro Rosso). Dit was en is verboden. Elk team moet zijn auto’s zelf ontwerpen en bouwen.
Een directe tegenstander van Toro Rosso in het constructeurskampioenschap Spyker tekende tegen deze gang van zaken vroeg in het seizoen van 2007 protest aan bij de FIA. Ondanks dat Spyker gesteund werd door onder andere Williams in hun mening verloren zij het protest.
Zowel Red Bull als Toro Rosso ontkenden niet dat ze allebei in de basis met hetzelfde chassis reden. Het verschil tussen de wagens was het ontwikkelingsprogramma en de motoren. Hierbij kwam het feit dat geen van beide teams de intellectuele eigendomsrechten van de wagen bezaten. Dit was namelijk in handen van Red Bull Technology. Daardoor zijn beide wagens volgens de reglementen naar mening van Red Bull en Toro Rosso toch legaal. De auto’s in deze kwestie waren de Red Bull RB3 en de Scuderia Toro Rosso STR2.
Uiterlijk waren de auto’s nagenoeg identiek. Ze deelden vanaf de Spaanse grand prix in 2007 ook beide dezelfde halfautomatische versnellingsbak. Dit leidde er uiteindelijk zelfs toe dat in 2008 Scudería Toro Rosso Red Bull Racing versloeg in het constructeurskampioenschap. Toro Rosso eindigde met 39 punten, tien punten meer dan het moederteam Red Bull. De belangrijkste reden hiervoor was het winnen van grand prix van Italië door Sebastian Vettel.
Sinds 2010 zijn de reglementen aangepast waardoor het nu helemaal verboden is dat teams identieke auto’s gebruiken die hetzelfde chassis delen.
1950 · 1951 · 1952 · 1953 · 1954 · 1955 · 1956 · 1957 · 1958 · 1959 · 1960 · 1961 · 1962 · 1963 · 1964 · 1965 · 1966 · 1967 · 1968 · 1969 · 1970 · 1971 · 1972 · 1973 · 1974 · 1975 · 1976 · 1977 · 1978 · 1979 · 1980 · 1981 · 1982 · 1983 · 1984 · 1985 · 1986 · 1987 · 1988 · 1989 · 1990 · 1991 · 1992 · 1993 · 1994 · 1995 · 1996 · 1997 · 1998 · 1999 · 2000 · 2001 · 2002 · 2003 · 2004 · 2005 · 2006 · 2007 · 2008 · 2009 · 2010 · 2011 · 2012 · 2013 · 2014 · 2015 · 2016 · 2017 · 2018 · 2019 · 2020 · 2021 · 2022 · 2023 · 2024 · 2025 · 2026 
 Lijst van Formule 1 Grand Prix-wedstrijden